# صلاة الجماعة

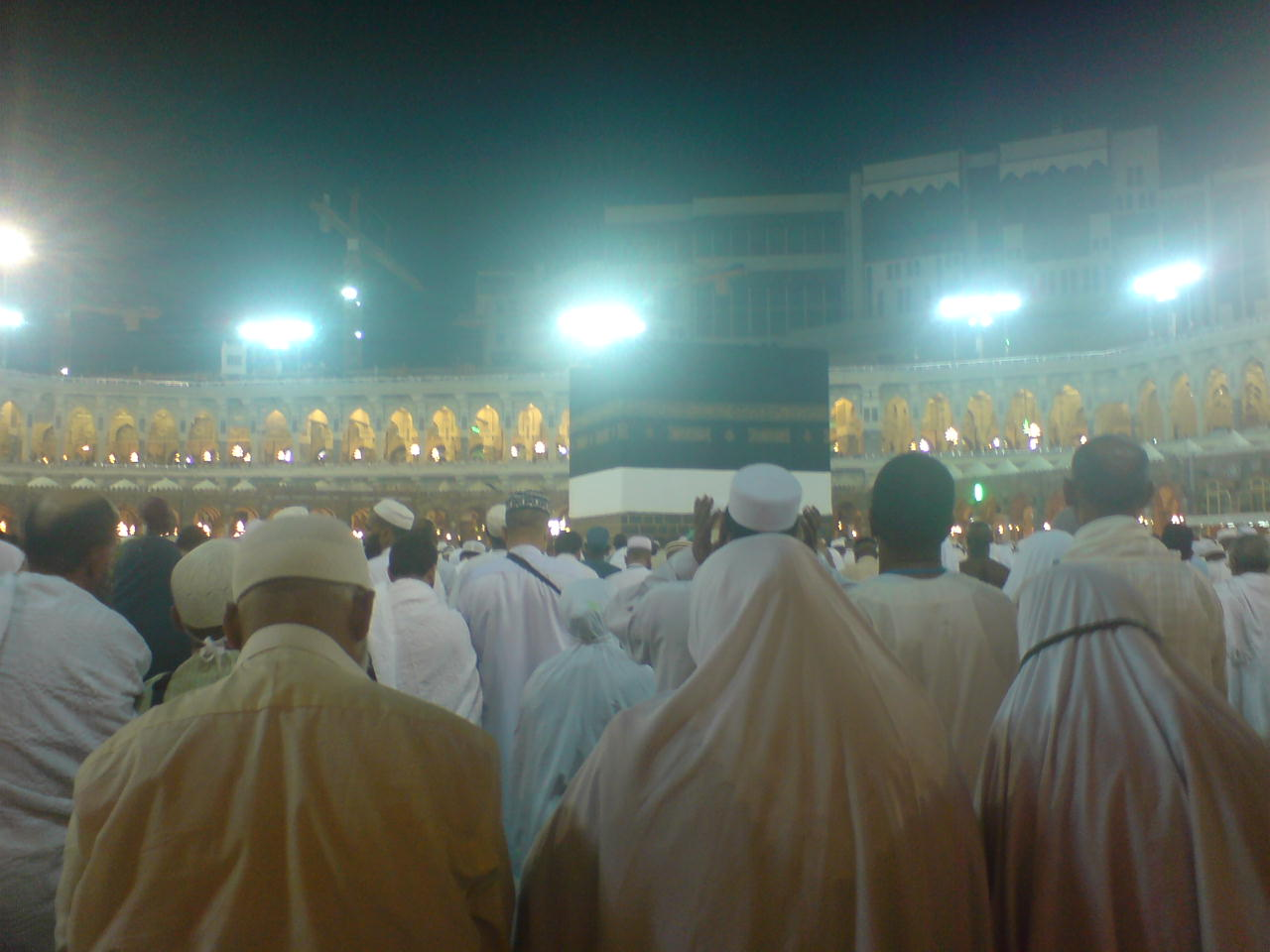
وفد الحج البريطاني عند الكعبة المشرفة في المسجد الحرام

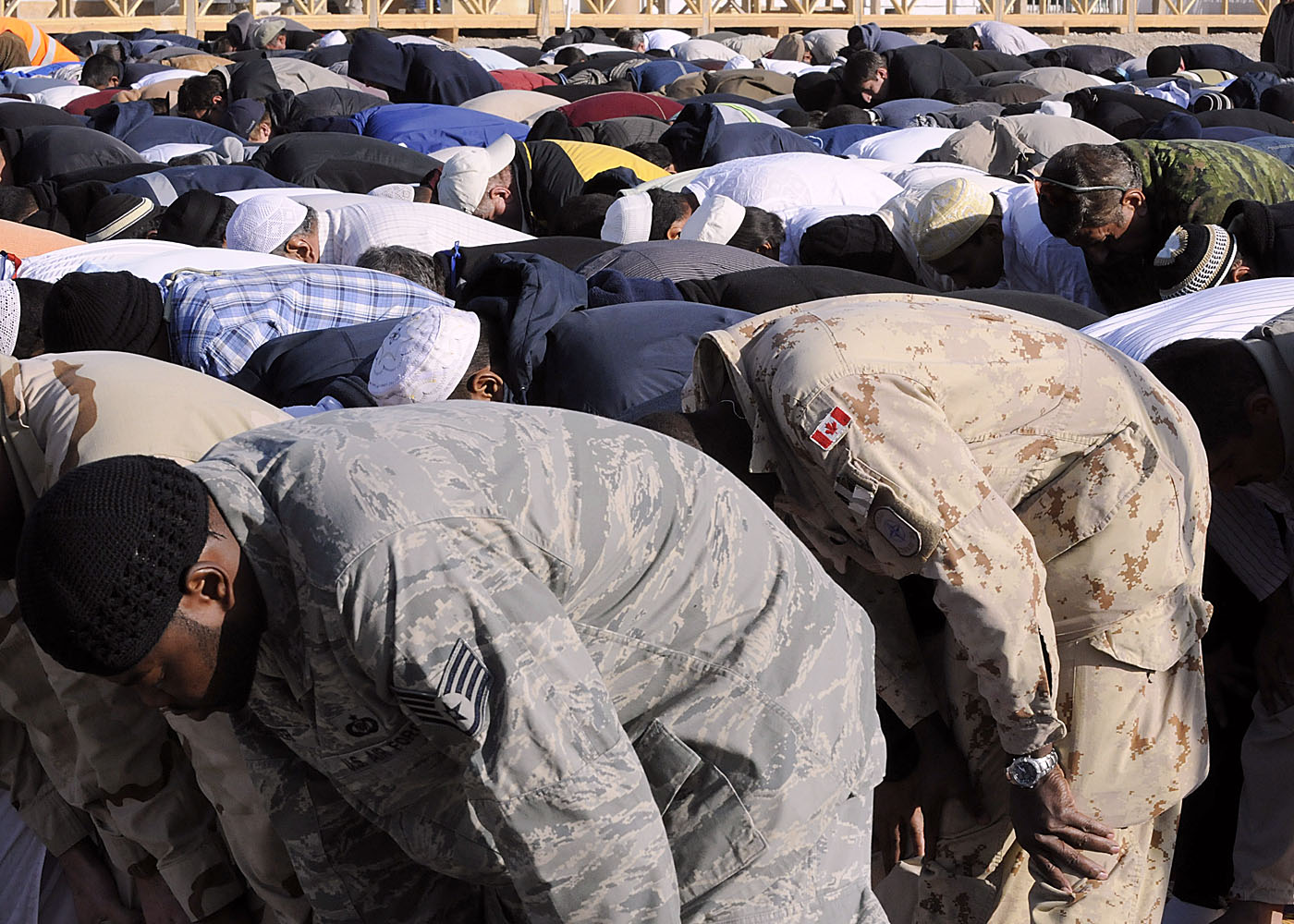
الاخوة الدولية في الإيمان تتجمع في مطار قندهار لعيد الأضحى

صلاة الجماعة في الإسلام هي: أنواع مخصوصة من الصلوات يشرع فعلها في جماعة، بأمام واحد، ومؤتم به ولو واحدا على الأقل يصلي خلفه بنية الاقتداء به، ويستمع لقرآته، ويتابعه في أفعاله. وتختص صلاة الجماعة بالصلوات التي يشرع الخروج لادائها في المسجد أو الجامع أو المصلى، كما أنها تصلى في أي مكان طاهر.

## خلفية
الصلاة في الإسلام هي عماد من أعمدة الدين، وهي تمثل الركن الثاني من أركان الإسلام، يدل على ذلك نص الحديث النبوي: «عن ابن عمر رضي الله عنهما قال: سمعت رسول الله ﷺ يقول: "بني الإسلام على خمس: شهادة ألا إله إلا الله وأن محمداً رسول الله، وإقام الصلاة، وإيتاء الزكاة، وصوم رمضان، وحج البيت من استطاع إليه سبيلاً"». وقوله أيضاً: «رأس الأمر الإسلام، وعموده الصلاة، وذروة سنامه الجهاد في سبيل الله»، والصلاة واجبة على كل مسلم، بالغ، عاقل، ذكر كان أو أنثى، ولذلك الإسلام اهتم بها اهتماما شديدا بانواعها واقسامها.

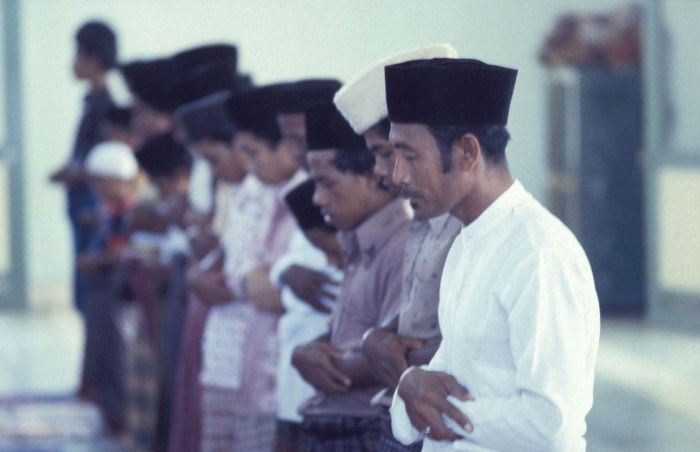
الرجال يصلون جماعة في مسجد في إندونيسيا.

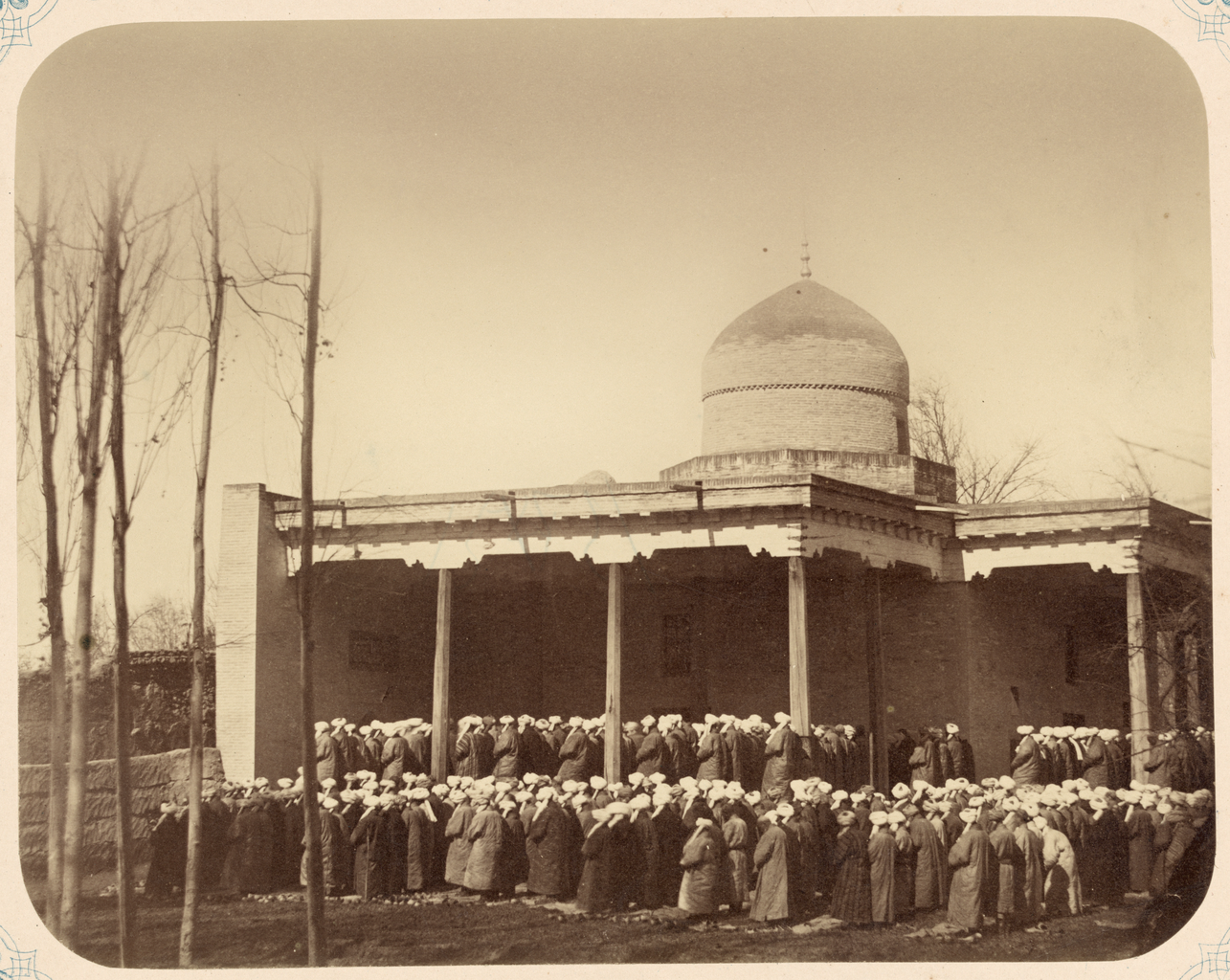
صلاة العيد جماعة في طشقند

 وصلاة الرجل في جماعة أفضل من صلاته في بيته وفي سوقه بسبع وعشرين درجة. وتختص بالصلوات الخمس المكتوبة، وصلاة الجمعة، وصلاة العيدين وصلاة الاستسقاء والكسوف، والخسوف، وصلاة التراويح في ليالي شهر رمضان.

## معنى صلاة الجماعة

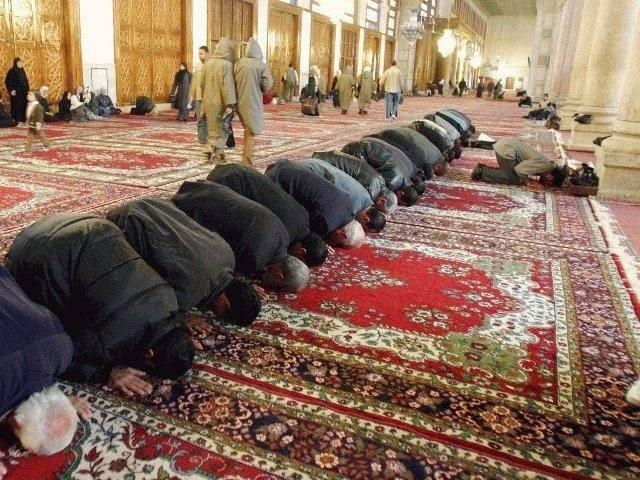
السجود في صلاة الجماعة

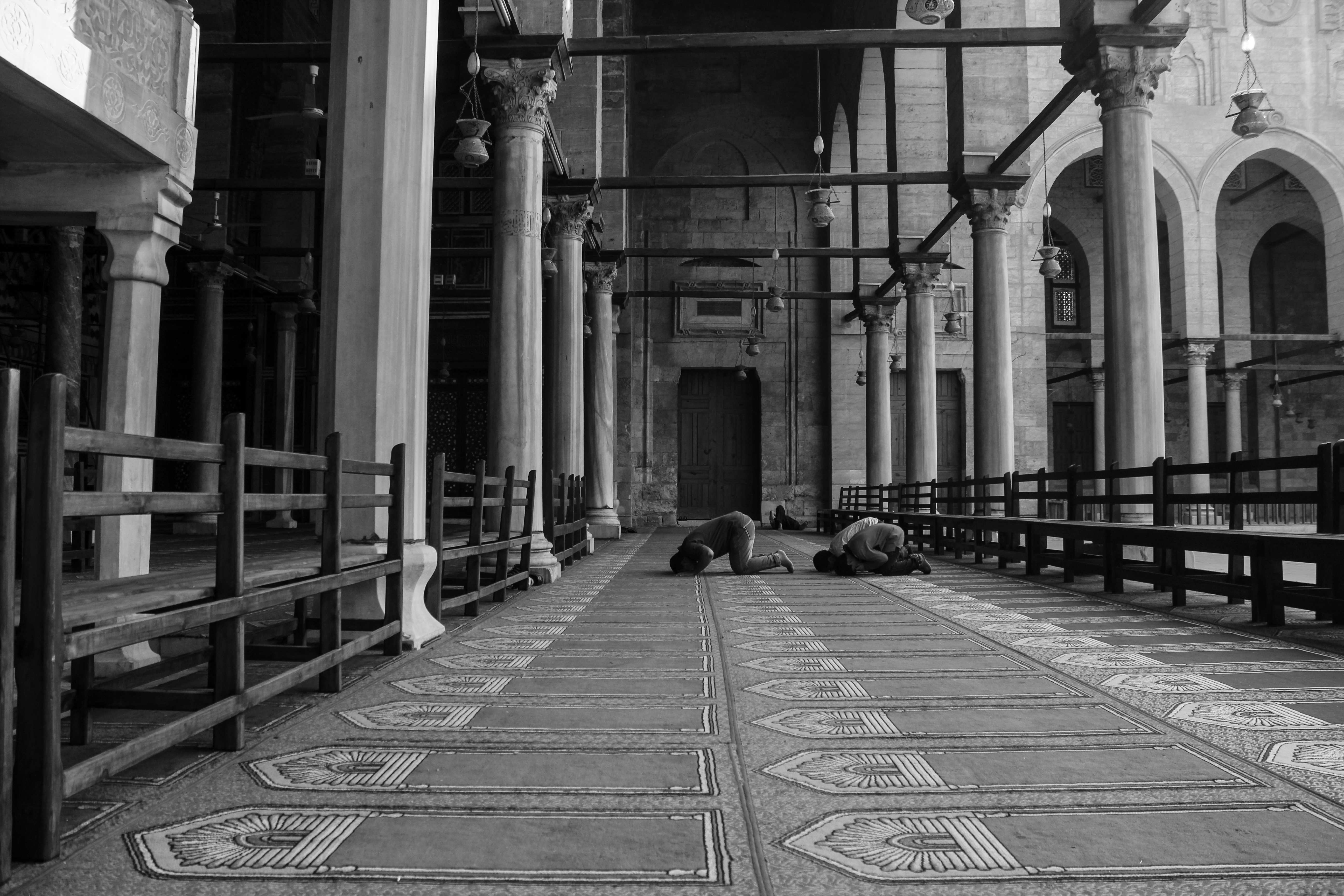
السجود في صلاة الجماعة

الجماعة بمعنى: الصلاة التي يشرع فعلها في جماعة، والصَّلاَةُ لغةً الدُّعاءُ، وبالمعنى الشرعي بمعنى: العبادةُ المخصوصة المبنية حدود أَوقاتها في الشريعة. وفي التنزيل العزيز: سورة الحج: ﴿الَّذِينَ أُخْرِجُوا مِنْ دِيَارِهِمْ بِغَيْرِ حَقٍّ إِلَّا أَنْ يَقُولُوا رَبُّنَا اللَّهُ وَلَوْلَا دَفْعُ اللَّهِ النَّاسَ بَعْضَهُمْ بِبَعْضٍ لَهُدِّمَتْ صَوَامِعُ وَبِيَعٌ وَصَلَوَاتٌ وَمَسَاجِدُ يُذْكَرُ فِيهَا اسْمُ اللَّهِ كَثِيرًا وَلَيَنْصُرَنَّ اللَّهُ مَنْ يَنْصُرُهُ إِنَّ اللَّهَ لَقَوِيٌّ عَزِيزٌ ۝٤٠﴾ [الحج:40].
والجماعة لغة: عدد كل شيء وكثرته، والجمعُ: تأليف المتفرِّق؛ والمسجد الجامعُ: الذي يجمع أهله، نعتٌ له؛ لأنه علامة للاجتماع، ويجوز: مسجد الجامع بالإضافة، كقولك: الحقُ اليقينُ، وحقُّ اليقين، بمعنى: مسجد اليوم الجامع، وحق الشيء اليقين؛ لأن إضافة الشيء إلى نفسه لا تجوز إلا على هذا التقرير، والجماعة: عدد من الناس يجمعهم غرض واحد.
وصلاة الجماعة هي: الصلاة التي يؤديها جمع من الناس مؤتمين بإمام. أو ما يؤدى من الصلوات مؤتما بإمام.
وهي التي يصليها المسلمون جماعة بإمام يؤمهم.
- الصلاة في الاصطلاح الشرعي:

عبادة لله ذات أقوال، وأفعال معلومة مخصوصة، مفتَتَحة بالتكبير، مختَتَمة بالتسليم، وسُمِّيت صلاة؛ لاشتمالها على الدعاء؛ فإنها كانت اسمًا لكل دعاء فصارت اسمًا لدعاء مخصوص، أو كانت إسمًا لدعاء فنقلت إلى الصلاة الشرعية؛ لما بينها وبين الدعاء من المناسبة، والأمر في ذلك متقارب، فإذا أطلق اسم الصلاة في الشرع لم يفهم منه إلا الصلاة المشروعة، وقد اشتملت على الدعاء بنوعيه:
- دعاء المسألة: وهو طلب ما ينفع الداعي من جلب النفع أو دفع ضرر أو كشفه، وسؤال الحاجات من الله لسان الحال.
- ودعاء العبادة: وهو طلب الثواب بالأعمال الصالحة: من القيام، والركوع، والسجود، فمن فعل هذه العبادات فقد دعا ربه وطلبه بلسان الحال أن يغفر له، فاتضح بذلك أن الصلاة كلها: دعاء مسألة ودعاء عبادة؛ لاشتمالها على ذلك كله.
- الجماعة في الاصطلاح الشرعي: تطلق على عدد من الناس، مأخوذة من معنى الاجتماع، وأقل ما يتحقق به الاجتماع اثنان: إمام ومأموم وسميت صلاة الجماعة: لاجتماع المصلين في الفعل: مكانا وزماناً، فإذا أخلوا بهما أو بأحدهما لغير عذر كان ذلك منهيًّا عنه باتفاق الأئمة.[11]

والصلاة من الله حسن الثناء، ومن الملائكة الدعاء، قال الله تعالى في سورة الحج: ﴿الْمُلْكُ يَوْمَئِذٍ لِلَّهِ يَحْكُمُ بَيْنَهُمْ فَالَّذِينَ آمَنُوا وَعَمِلُوا الصَّالِحَاتِ فِي جَنَّاتِ النَّعِيمِ ۝٥٦﴾ [الحج:56].

## أدلة صلاة الجماعة من السنة النبوية
| - عن أبي هريرة رضي الله عنه أن رسول الله ﷺ قال: «والذي نفسي بيده لقد هممتُ أن آمر بحطبٍ فيحتطب ثم آمر بالصلاة فيؤذن لها ثم آمر رجلاً فيؤم الناس، ثم أخالف إلى رجال فأحرق عليهم بيوتهم، والذي نفسي بيده لو يعلم أحدهم أنه يجد عَرْقاً سميناً، أو مِرْمَاتين حسنتين لشهد العشاء». رواه البخاري ( 618 )، ومسلم (651). - عَنْ أَبِي هُرَيْرَةَ قَالَ: «أَتَى النَّبِيَّ ﷺ رَجُلٌ أَعْمَى وهو ابن أم مكتوم فَقَالَ: يَا رَسُولَ اللَّهِ، إِنَّهُ لَيْسَ لِي قَائِدٌ يَقُودُنِي إِلَى الْمَسْجِدِ فَسَأَلَ رَسُولَ اللَّهِ ﷺ أَنْ يُرَخِّصَ لَهُ فَيُصَلِّيَ فِي بَيْتِهِ، فَرَخَّصَ لَهُ، فَلَمَّا وَلَّى دَعَاهُ، فَقَالَ: هَلْ تَسْمَعُ النِّدَاءَ بِالصَّلاةِ؟ قَالَ: نَعَمْ . قَالَ: فَأَجِبْ». ولفظ أبي داود (552) ومحمد بن ماجه (792): «لا أَجِدُ لَكَ رُخْصَةً». والحديث: قال عنه النووي: إسناده صحيح أو حسن . - قال ابن المنذر: فإذا كان الأعمى لا رخصة له: فالبصير أولى أن لا تكون له رخصة . " الأوسط " ( 4 / 134 ) . - حديث جابر رضي الله عنه قال سمعت رسول الله ﷺ يقول: «بين الرجل وبين الشرك والكفر ترك الصلاة». رواه مسلم ( 82 ) . - (يقول أحد السلف: "ما سمعت الأذان من خارج المسجد أربعين سنة")، وجاء في الحديث: «مَنْ صَلَّى لِلَّهِ أَرْبَعِينَ يَوْمًا فِي جَمَاعَةٍ يُدرِكُ التَّكْبِيرَةَ الْأُولَى كُتِبَ لَهُ بَرَاءَتَانِ بَرَاءَةٌ مِنْ النَّارِ وَبَرَاءَةٌ مِنَ النِّفَاقِ». (وكان السلف إذا فاتت أحدهم تكبيرة الإحرام عزَّوه في ذلك). - وعن أبي هريرة أن رسول الله ﷺ قال: «إن أثقل الصلاة على المنافقين صلاة العشاء وصلاة الفجر ولو يعلمون ما فيهما لأتوهما ولو حبواً ولقد هممت أن آمر بالصلاة فتقام ثم آمر رجلاً يصلي بالناس ثم انطلق معي برجال معهم حزم من حطب إلى قوم لا يشهدون الصلاة فأحرق عليهم بيوتهم بالنار». رواه البخاري ( 626 )، ومسلم ( 651 ). - عن أبي هريرة رضي الله عنه قال: قال رسول الله ﷺ: «صلاة الرجل في جماعة تزيد في صلاته في بيته صلاته في سوقه بضعا وعشرين درجة». |

## صلاة الجماعة في المسجد
اختلف الفقهاء رحمهم الله في حكم صلاة الجماعة على أقوال عدة:
- أصحها:
أن صلاة الجماعة في المسجد واجبة، وعليه تدل الأدلة الشرعية.
وهو قول عطاء بن أبي رباح والحسن البصري والأوزاعي وأبي ثور، والإمام أحمد في ظاهر مذهبه، ونص عليه الشافعي في مختصر المزني فقال: «وأما الجماعة فلا أرخص في تركها إلا من عذر»

## الأدلة على وجوب صلاة الجماعة في المسجد
| قال الله تعالى في: سورة النساء ﴿وَإِذَا كُنْتَ فِيهِمْ فَأَقَمْتَ لَهُمُ الصَّلَاةَ فَلْتَقُمْ طَائِفَةٌ مِنْهُمْ مَعَكَ وَلْيَأْخُذُوا أَسْلِحَتَهُمْ فَإِذَا سَجَدُوا فَلْيَكُونُوا مِنْ وَرَائِكُمْ وَلْتَأْتِ طَائِفَةٌ أُخْرَى لَمْ يُصَلُّوا فَلْيُصَلُّوا مَعَكَ وَلْيَأْخُذُوا حِذْرَهُمْ وَأَسْلِحَتَهُمْ وَدَّ الَّذِينَ كَفَرُوا لَوْ تَغْفُلُونَ عَنْ أَسْلِحَتِكُمْ وَأَمْتِعَتِكُمْ فَيَمِيلُونَ عَلَيْكُمْ مَيْلَةً وَاحِدَةً وَلَا جُنَاحَ عَلَيْكُمْ إِنْ كَانَ بِكُمْ أَذًى مِنْ مَطَرٍ أَوْ كُنْتُمْ مَرْضَى أَنْ تَضَعُوا أَسْلِحَتَكُمْ وَخُذُوا حِذْرَكُمْ إِنَّ اللَّهَ أَعَدَّ لِلْكَافِرِينَ عَذَابًا مُهِينًا ۝١٠٢﴾ [النساء:102]. - قال الله تعالى في: سورة البقرة ﴿وَأَقِيمُوا الصَّلَاةَ وَآتُوا الزَّكَاةَ وَارْكَعُوا مَعَ الرَّاكِعِينَ ۝٤٣﴾ [البقرة:43]. |

- قال ابن المنذر: ففي أمر الله بإقامة الجماعة في حال الخوف؛ دليل على أن ذلك في حال الأمن أوجب.[23]
- وقال ابن القيم: ووجه الاستدلال بالآية من وجوه:
أحدها: أمره سبحانه لهم بالصلاة في الجماعة ثم أعاد هذا الأمر سبحانه مرة ثانية في حق الطائفة
الثانية بقوله: «ولتأت طائفة أخرى لم يصلوا فليصلوا معك»، وفي هذا دليل على أن الجماعة فرض على الأعيان إذ لم يسقطها سبحانه عن الطائفة الثانية بفعل الأولى، ولو كانت الجماعة سنَّة لكان أولى الأعذار بسقوطها عذر الخوف، ولو كانت فرض كفاية: لسقطت بفعل الطائفة الأولى، ففي الآية دليل على وجوبها على الأعيان، فهذه ثلاثة أوجه: أمره بها أولاً، ثم أمره بها ثانياً، وأنه لم يرخص لهم في تركها حال الخوف .
- ووجه الاستدلال بالآية أنه سبحانه أمرهم بالركوع وهو الصلاة، وعبر عنها بالركوع لأنه من أركانها، والصلاة يعبر عنها بأركانها وواجباتها كلها سماها الله سجوداً وقرآناً وتسبيحاً، فلا بد لقوله {مع الراكعين} من فائدة أخرى وليست إلا فعلها مع جماعة المصلين والمعية تفيد ذلك، إذا ثبت هذا فالأمر المقيد بصفة أو حال لا يكون المأمور مُمتثلا إلا بالإتيان به على تلك الصفة والحال؛ فإن قيل فهذا ينتقض بقول الله تعالى' في: 'سورة آل عمران ﴿يَا مَرْيَمُ اقْنُتِي لِرَبِّكِ وَاسْجُدِي وَارْكَعِي مَعَ الرَّاكِعِينَ ۝٤٣﴾ [آل عمران:43].

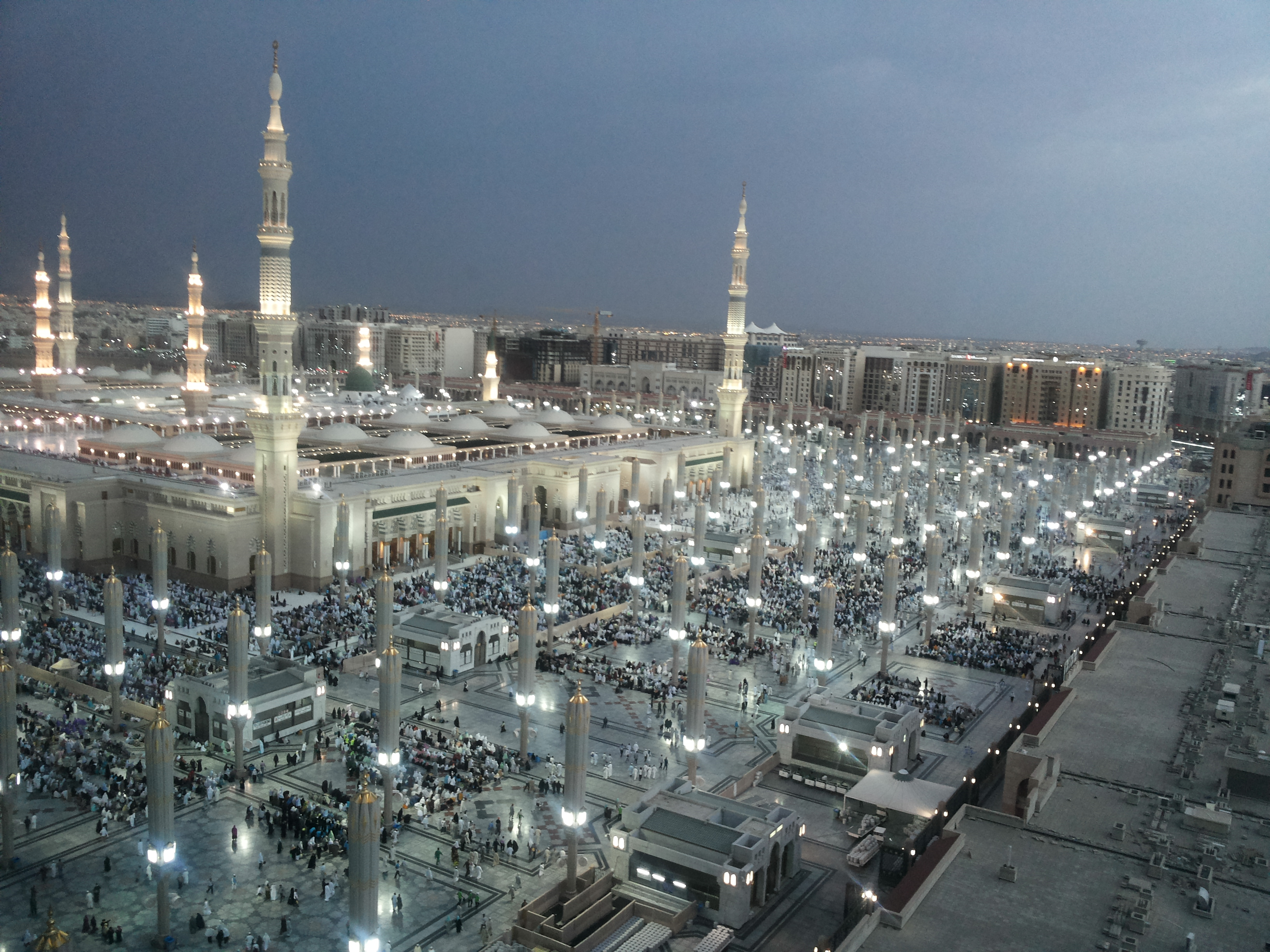
المسجد النبوي الشريف

## أركان صلاة الجماعة
أركان صلاة الجماعة ثلاثة: وهي الإمام، والمأموم، والموقف.
لا تختلف صلاة الإمام عن صلاة المنفرد بجميع تفاصيلها، وإن اختلفت عنه في بعض الأحكام، وذلك مثل من جواز اعتماد الإمام الشاك في عدد الركعات على المأموم الحافظ، وكاكتفاء الإمام بأذان المأموم وإقامته، ونحوهما.

### شروط إمام الصلاة
يشترط في إمام صلاة الجماعة أمور:
- العقل والبلوغ، لأن الشريعة الإسلامية المطهرة أناطت، تكاليفها بمن كان بالغاً عاقلاً، ومن ليس كذلك فلا تكليف عليه، قال: «رفع القلم عن ثلاثة: عن المجنون حتى يفيق، وعن الصبي حتى يحتلم، وعن النائم حتى يستيقظ»[26]، وإذا كان لا تكليف عليه فلا تصح صلاة مكلف وراءه؛ لأن تعليق الصلاة بغير مكلف الراجح أنه لا يصح.[27]، وهناك قول آخر في الفقه الإسلامي في أن إمامة الصبي المميز في الصلاة تصح، ودليلهم هو «عن أبي قِلابَة، عن عَمرِو بن سَلِمة، قال: قال لي أبو قِلابةَ: ألَا تَلْقاهُ فتسألَه؟ قال: فلقيتُه فسألتُه، فقال: كنَّا بماءٍ ممرَّ الناسِ، وكان يمرُّ بنا الركبانُ فنَسألهم: ما للناسِ، ما للناسِ؟ ما هذا الرَّجُل؟ فيقولون: يَزعُمُ أنَّ اللهَ أَرْسلَه، أوْحَى إليه، أو: أَوْحَى اللهُ بكذا، فكنتُ أحفظُ ذلك الكلامَ، وكأنَّما يقرُّ في صدْري، وكانتِ العربُ تَلوَّمُ بإسلامِهم الفتحَ، فيقولون: اتركُوه وقومَه، فإنَّه إنْ ظهَرَ عليهم فهو نبيٌّ صادِق، فلمَّا كانتْ وقعةُ أهلِ الفتحِ، بادَرَ كلُّ قومٍ بإسلامِهم، وبدَرَ أَبي قَومِي بإسلامِهم، فلمَّا قدِم قال: جِئتُكم واللهِ من عندِ النبيِّ صلَّى اللهُ عليه وسلَّم حقًّا؛ فقال: ((صَلُّوا صلاةَ كذا في حِينِ كذا، وصلُّوا صلاةَ كذا في حِين كذا، فإذا حضرتِ الصَّلاةُ فليؤذِّنْ أحدُكم، ولْيؤمَّكم أكثرُكم قرآنًا))، فنظروا فلمْ يكُنْ أحدٌ أكثرَ قرآنًا منِّي؛ لِمَا كنتُ أتلقَّى من الركبان، فقدَّموني بين أيديهم، وأنا ابنُ ستٍّ، أو سَبعِ سِنينَ» صحيح البخاري.[28]
- العدالة، فيجب على إمام الصلاة أن يكون أكثر الناس إيماناً، وأكثرهم ورعاً، وأحسنهم أخلاقاً، قال تعالى حاكياً عن عباد الرحمن الذين يقولون: سورة الفرقان ﴿وَالَّذِينَ يَقُولُونَ رَبَّنَا هَبْ لَنَا مِنْ أَزْوَاجِنَا وَذُرِّيَّاتِنَا قُرَّةَ أَعْيُنٍ وَاجْعَلْنَا لِلْمُتَّقِينَ إِمَامًا ۝٧٤﴾ [الفرقان:74] ولأن الإمامة في الدين يجب أن يكون القائم بها من الذين رضوا بالله رباً، وبالإسلام ديناً، وبمحمد نبياً، قال ﷺ: «لا تؤمَّنَّ امرأةٌ رجلاً، ولا أعرابيٌ مهاجراً، ولا فاجرٌ مؤمناً»[29] وقال ﷺ: «لا يؤمنكم ذو خِزْبَةٍ في دينه»[30]، وورد النص بحرمة الصلاة خلف الخارجي الغالي وخلف المرجي وخلف القدري وخلف من نصب حرباً لآل محمد لما روي عن أمير المؤمنين زيد بن علي عليه السلام قال: (لا يصلى خلف الحرورية ولا خلف المرجئة ولا القدرية ولا من نصب حرباً لآل محمد) روى ذلك في المجموع، وهذا هو مذهب أهل البيت عملاً بهذا الحديث، وإدراكاً منهم لمعنى الإمامة لغة وشرعاً.
صلاة المستحاضة، ومن به سلس البول، وصاحب الجراحة، فإن صلاتهم تصح للعذر، ولا تصح الصلاة خلفهم.
- الحفظ والإتقان لما يتلوه من القرآن في الصلاة، وأن يكون عالماً بأحكام الصلاة وآدابها، قال النبي ﷺ: «(يَؤُمُّ القَوْمَ أَقْرَؤُهُمْ لِكِتَابِ اللهِ، فإنْ كَانُوا في القِرَاءَةِ سَوَاءً، فأعْلَمُهُمْ بالسُّنَّةِ، فإنْ كَانُوا في السُّنَّةِ سَوَاءً، فأقْدَمُهُمْ هِجْرَةً، فإنْ كَانُوا في الهِجْرَةِ سَوَاءً، فأقْدَمُهُمْ سِلْمًا).[31]».
- الذكورة فلا تصح الصلاة خلف المرأة، لقوله ﷺ: «لا تؤمن امرأة رجلاً..»[32] ولا يصح أن يؤم الرجل امرأة أو نساءً وحده، سواء كانت محرماً له أم لا، إلا إذا كان معه رجل وقف عن يمينه والمرأة خلفهما، لما روي عن النبي ﷺ أنه كان يصلي وعلي عليه السلام بجانبه، وخديجة -رضي الله عنها- من ورائهما» وأما في صلاة النافلة فيصح صلاة الرجل بمحرمه أو زوجته وهو قول الإمام الهادي.
وروي عن أنس أن جدته دعت النبي ﷺ لطعام صنعته فأكل منه، ثم قال: قوموا لأُصلي بكم، قال أنس: فقمت إلى حصير لنا قد اسوَّد من طول ما لبث فنضحته بالماء، فقام عليه رسول الله وصففت أنا واليتيم وراءه، والعجوز من ورائنا فصلى، بنا ركعتين ثم انصرف.[33]
- ألاّ يكون الإمام متنفلاً والمأموم مفترضاً، لقوله ﷺ: «لا تختلفوا على إمامكم»، وأما لو صلى المتنفل خلف المفترض فالصلاة صحيحة، لقوله صلى الله عليه وآله وسلم حين رأى رجلاً مفترضاً يصلي وحده: «ألا رجل يتصدق على هذا فيصلي معه» فقام رجل معه.[34]
اتفاق الإمام والمؤتم في الفرض، فلو اختلف الإمام والمؤتم في الفرض، كأن يصلي الإمام ظهراً والمؤتم عصراً فلا تصح الصلاة، لقوله ﷺ: «لا تختلفوا على إمامكم».
- ألا يكون الإمام ناقص الطهارة أو الصلاة، كالمتيمم وصاحب سلس البول، أو الجراحة والمقطوعة يده أو رجله، أو لا يستطيع القيام؛ وذلك لعدم استكمال شرائط الصلاة وفرائضها، وتصح صلاة هؤلاء بأمثالهم، وكذلك لا تصح الصلاة خلف من يمسح على خُفَّيْه؛ لإنه مخلٌ بالطهارة، أما الصلاة خلف من يُؤمِّنْ أو يضم أو يرفع يديه، أو يدعو في الصلاة بغير القرآن فقواعد أهل البيت تقضي بصحة الصلاة خلفه؛ لان الإمام في الصلاة حاكم عندهم.

### شروط المأموم
شروط المأموم ستة: أن يكون قد صلى تلك الصلاة في جماعة أو وحده وهو إمام راتب، ونية الاقتداء، وأن يأتم مفترض بمتنفل، واتحاد الفرضين في العين والوقت والمتابعة، فإن ساواه في الإحرام والسلام بطلت. وعن ابن القاسم: إن أحرم معه أجزأه وبعده أصوب، وأن يدرك ركعة فأكثر مع الإمام.
قال مالك: وحد إدراكه الركعة أن يمكن يديه من ركبتيه قبل رفع الإمام مطمئنًا.

### واجبات المأموم
فالواجب على المأموم متابعة إمامه في جميع أفعال الصلاة، لقوله ﷺ: (إنما جعل الإمام ليؤتم به، فإذا كبر فكبروا، وإذا ركع فاركعوا، وإذا سجد فاسجدوا، وإن صلَّى قائمًا فصلوا قياماً). رواه البخاري.
- فواجبات المأموم هي واجبات المنفرد،
- ويزيد عليه بواجب واحد وهو متابعة الإمام، ومما يتميز به المأموم عن المنفرد أمران:

1. الأول: ويرى كثير من أهل العلم، أنه يجب علي المأموم قراءة سورة الفاتحة خلف الإمام سواء كانت الصلاة جهرية أم سرية ولا يقرأ غير الفاتحة وبهذا يجمع بين الأحاديث الواردة في هذه المسألة.
2. الثاني: أن سهو المأموم يتحمله عنه الإمام.

### الموقف
ويقف الواحد عن يمينه والاثنان خلفه والنساء وراءهم والمسبوق يقوم بتكبير إن كانت ثانية، وقيل: مطلقًا، وفي المدونة في مدرك التشهد الأخير يقوم بتكبير، وفي إتمامه ثلاث طرق بأن في الأفعال والأقوال قاض فيهما والفرق فيبنى في الأفعال دون الأقوال، وعلله اللخمي بأنه بقاء، ولكن القراءة لا تفسد تأليفها.
وتؤدى كالاتي:

## صلاة الجماعة للمرأة
صلاة الجماعة لا تجب على المرأة، وصلاتها في بيتها منفردة أفضل من صلاتها جماعة في المسجد. وقال الشيخ ابن باز رحمه الله: " وأما النساء فصلاتهن في بيوتهن خير لهن سواء كن فرادى أو جماعات  وإذا أقيمت صلاة الجماعة في البيت فالأفضل للمرأة أن تصلي معهم ولا تصلي منفردة، سواء كانت الجماعة نساءً أو رجالاً من محارمها.
روى أبو داود (567) عَنْ ابْنِ عُمَرَ رضي الله عنهما قَالَ: قَالَ رَسُولُ اللَّهِ صَلَّى اللَّهُ عَلَيْهِ وَسَلَّمَ: «لَا تَمْنَعُوا نِسَاءَكُمْ الْمَسَاجِدَ، وَبُيُوتُهُنَّ خَيْرٌ لَهُنَّ»
بالنسبة للسيدة مريم العذراء قيل: الآية لم تدل على تناول الأمر بذلك لكل امرأة بل مريم العذراء بخصوصها أمرت بذلك بخلاف قوله: {وأقيموا الصلاة وآتوا الزكاة واركعوا مع الراكعين}.
ومريم العذراء كانت لها خاصية لم تكن لغيرها من النساء؛ فإن أمها نذرتها أن تكون محررة لله ولعبادته ولزوم المسجد وكانت لا تفارقه، فأمرت أن تركع مع أهله ولمَّا اصطفاها الله وطهَّرها على نساء العالمين أمرها من طاعته بأمر اختصها به على سائر النساء قال الله * تعالى في: سورة آل عمران ﴿وَإِذْ قَالَتِ الْمَلَائِكَةُ يَا مَرْيَمُ إِنَّ اللَّهَ اصْطَفَاكِ وَطَهَّرَكِ وَاصْطَفَاكِ عَلَى نِسَاءِ الْعَالَمِينَ ۝٤٢ يَا مَرْيَمُ اقْنُتِي لِرَبِّكِ وَاسْجُدِي وَارْكَعِي مَعَ الرَّاكِعِينَ ۝٤٣﴾ [آل عمران:42–43].
فإن قيل: كونهم مأمورين أن يركعوا مع الراكعين لا يدل على وجوب الركوع معهم حال ركوعهم بل يدل على الإتيان بمثل ما فعلوا كقوله
- تعالى في: سورة التوبة ﴿يَا أَيُّهَا الَّذِينَ آمَنُوا اتَّقُوا اللَّهَ وَكُونُوا مَعَ الصَّادِقِينَ ۝١١٩﴾ [التوبة:119]
- فالمعية تقتضي المشاركة في الفعل ولا تستلزم المقارنة فيه، قيل: حقيقة المعية مصاحبة ما بعدها لما قبلها، وهذه المصاحبة تفيد أمراً زائداً على المشاركة ولا سيما في الصلاة، فإنه إذا قيل: صلِّ مع الجماعة أو صليتُ مع الجماعة، لا يفهم منه إلا اجتماعهم على الصلاة.

### كيفية صلاة النساء جماعة
- إنه يجوز للمرأة أن تؤم النساء وتصلي بهن الفريضة والتراويح، ولا تتقدم على الصفوف كالرجال بل تتوسط الصف الأول فإن كيفية صلاة النساء جماعة، بإمامة إحداهن هي: وقوف من تؤمهن في وسط الصف الأول. وإذا كانت المأمومة واحدة وقفت عن يمين من تؤمها، لما روي أن عائشة وأم سلمة رضي الله عنهما، أمتا نساء فقامتا وسطهن[44] قال الإمام النووي حديثا إمامة عائشة وأم سلمة رواهما الشافعي في مسنده، والبيهقي في سننه بإسناد حسن، المجموع للنووي (4/187)، هذا هو القول الراجح من أقوال أهل العلم في إمامة المرأة للنساء.

وهي كالرجل فيما يجب ويحرم في الصلاة إلا في الأمور الآتية:
| - 1- لا يجب عليها أن تركع كما يركع الرجل، فالواجب عليها أن تركع حتى تصل أطراف أصابعها إلى ركبتيها فقط. - 2- إذا سجدت ضمّتْ أعضاءها، ولا تمد ظهرها ولا تفرِّق بين إبطيها ويديها، ولا يجب عليها حال القعود نصب قدمها - اليمني وفرش اليسرى، بل تفرشهما جميعاً، وإذا أرادت القيام من السجود جلست أولاً ثم قامت. - 3- لا يجب عليها حال القيام أن تُفرِّق بين قدميها. | - 4- يجب عليها ستر جميع بدنها غير الوجه والكفين في الصلاة. - 5- يجب عليها خفض صوتها حال القراءة الجهرية بحيث لا يسمعها إلا من كان بجانبها. - 6- ليس عليها أذانٌ ولا إقامة. |

- أما أن تؤم المرأة الرجال فلايجوز لا من محارمها ولا من غير محارمها، وسواء أكان الرجال صغاراً أم كانوا كباراً قال الشافعي في الأم: ( ولوصلت المرأة برجال ونساء وصبيان ذكور فصلاة النساء مجزية وصلاة الرجال والصبيان غير مجزية.)[45]

## القراءة من المصحف في صلاة الجماعة
يقول العلماء لا بأس بقراءة القرآن من المصحف في صلاة النفل، كقيام الليل. أما الفرض فيكره فيه ذلك لعدم الحاجة إليه غالبا، فإن احتاج فلا بأس بالقراءة من المصحف حينئذٍ .
قال ابن قدامة رحمه الله في "المغني" (1/335): " قال أحمد: لا بأس أن يصلي بالناس القيام وهو ينظر في المصحف. قيل له: في الفريضة؟ قال: لا، لم أسمع فيه شيئا. وقال القاضي: يكره في الفرض، ولا بأس به في التطوع إذا لم يحفظ، فإن كان حافظا كره أيضا. قال: وقد سئل أحمد عن الإمامة في المصحف في رمضان؟ فقال: إذا اضطر إلى ذلك . . . وحُكِيَ عن ابن حامد أن النفل والفرض في الجواز سواء.
والدليل على جوازه ما روى أبو بكر الأثرم، وابن أبي داود بإسنادهما عن عائشة أنها كانت يؤمها عبد لها في المصحف . أن فتح المصحف وتقليب أوراقه لا مانع منه أيضا لاسيما إن لم يتشاغل بذلك عن الخشوع والتدبر فيما يقرأ لأن المقصود أن يقرأ كتاب الله في هذه الصلوات، وأن يستفيد من كلام ربه-عز وجل-وليس كل أحد يحفظ القرآن، أو يحفظ السور الطويلة من القرآن فهو في حاجة إلى أن يسمع كلام ربه، وأن يقرأه من المصحف فلا حرج في ذلك

### حكم متابعة الإمام من المصحف في صلاة الجماعة
إن احتيج إليه بحيث يكون الإمام ضعيف الحفظ فيأخذ أحد المأمومين المصحف حتى يرد عليّه إن أخطأ فهذا لا بأس به لأنه لحاجة.
وأما إذا لم يكن على هذا الوجه لا داعي أن الإنسان يتابع الإمام من المصحف؛ لأنه يفوت مطلوباً ويقع في غير مرغوب فيه، فيفوت النظر إلى موضع سجوده، وكذلك وضع اليدين على الصدر وهو من السنة، ويقع في غير مرغوب فيه وهو الحركة بحمل المصحف، وفتحه، وطيه، ووضعه، وهذه كلها حركات لا حاجة إليها.

## فوائد صلاة الجماعة
- توحيد المسلمين واجتماع كلمتهم حيث يصلون جميعاً خمس مرات في اليوم والليلة في مساجدهم صفوفاً متراصة، متوجهين للذي فطر السماوات والأرض، مستقبلين قبلة واحدة، وخلف إمام واحد، يقومون بقيامه ويقعدون بقعوده، ويتابعونه في جميع الأركان، وذلك مظهر عظيم من مظاهر الوحدة والأُلفة.
- التعارف والتآلف الذي يقوّي روابط المحبة والإخاء، ويقوي شعور المسلمين بأنهم كالجسد الواحد، إذا اشتكى منه عضو تداعى له سائر الجسد بالسهر والحمى.
- تعليم الجاهل في صلاة الجماعة، وحضوره حلق الذكر ودروس العلم، وسماع المواعظ والنصائح.
- رفع الدرجات بسبب الخطى إلى المساجد، عن أبي هريرة رضي الله عنه قال: قال رسول الله ﷺ: «صلاة الرجل في جماعة، تزيد على صلاته في بيته وصلاته في سوقه خمساً وعشرين درجة، وذلك أن أحدهم إذا توضأ، فأحسن الوضوء، ثم أتى المسجد، لا ينهزه(2) إلا الصلاة لا يريد إلا الصلاة، فلم يخط خطوة، إلا رفع له بها درجة، وحط عنه بها خطيئة، حتى يدخل المسجد، فإذا دخل المسجد كان في صلاة ما كانت الصلاة هي تحبسه، والملائكة يصلون على أحدكم مادام في مجلسه الذي صلى فيه، يقولون: اللهم ارحمه، اللهم اغفر له، اللهم تب عليه، ما لم يحدث»[52]
زيادة الأجر بسبب كثرة عدد المصلين في المسجد، عن أبي بن كعب رضي الله عنه قال: «صلى بنا رسول الله ﷺ يوما الصبح، فقال: أشاهد فلان؟ قالوا: لا. قال: أشاهد فلان؟ قالوا: لا. قال: إن هاتين الصلاتين أثقل الصلوات على المنافقين، ولو تعلمون ما فيهما لأتيتموهما ولو حبوا على الركب، وإن الصف الأول على مثل صف الملائكة، ولو علمتم ما فضيلته، لابتدرتموه، وإن صلاة الرجل مع الرجل، أزكى من صلاته وحده، وصلاته مع الرجلين، أزكى من صلاته مع الرجل، وما كثر فهو أحب إلى الله عز وجل»[53]
- النور التام يوم القيامة، عن بريدة رضي الله عنه عن النبي ﷺ قال: «بشر المشائين في الظلم إلى المساجد، بالنور التام يوم القيامة»[54]
- كتابة الملائكة لمن يدخل المسجد يوم الجمعة، قبل خروج الإمام، عن أبي هريرة رضي الله عنه قال: قال النبي ﷺ: «إذا كان يوم الجمعة، وقفت الملائكة على باب المسجد، يكتبون الأول فالأول، ومثل المهجر(11) كمثل الذي يهدي بدنة، ثم كالذي يهدي بقرة، ثم كبشا ثم دجاجة، ثم بيضة، فإذا خرج الإمام طووا صحفهم ويستمعون الذكر»[55][56]

## معرض الصور

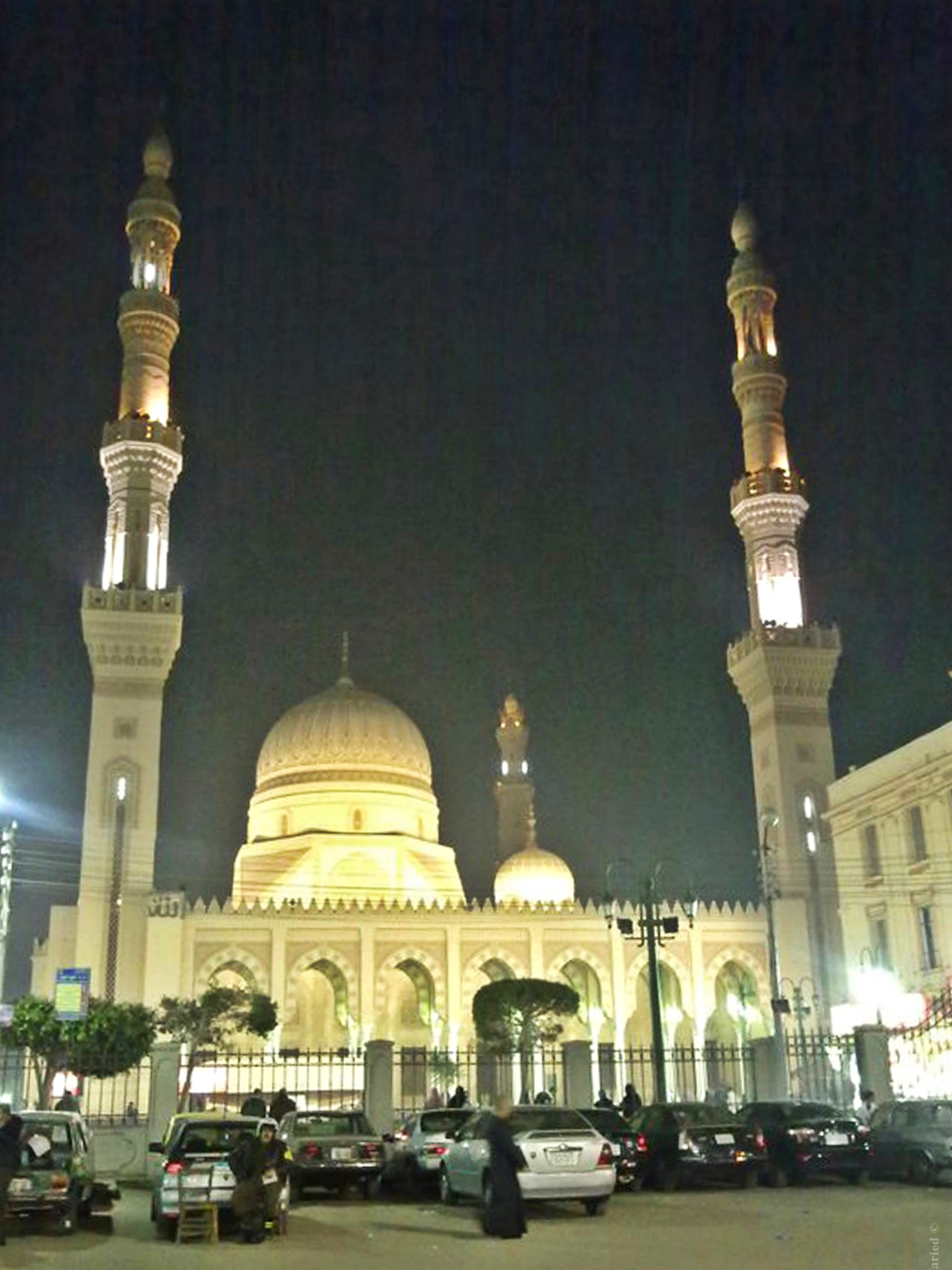
مسجد السيد أحمد البدوي
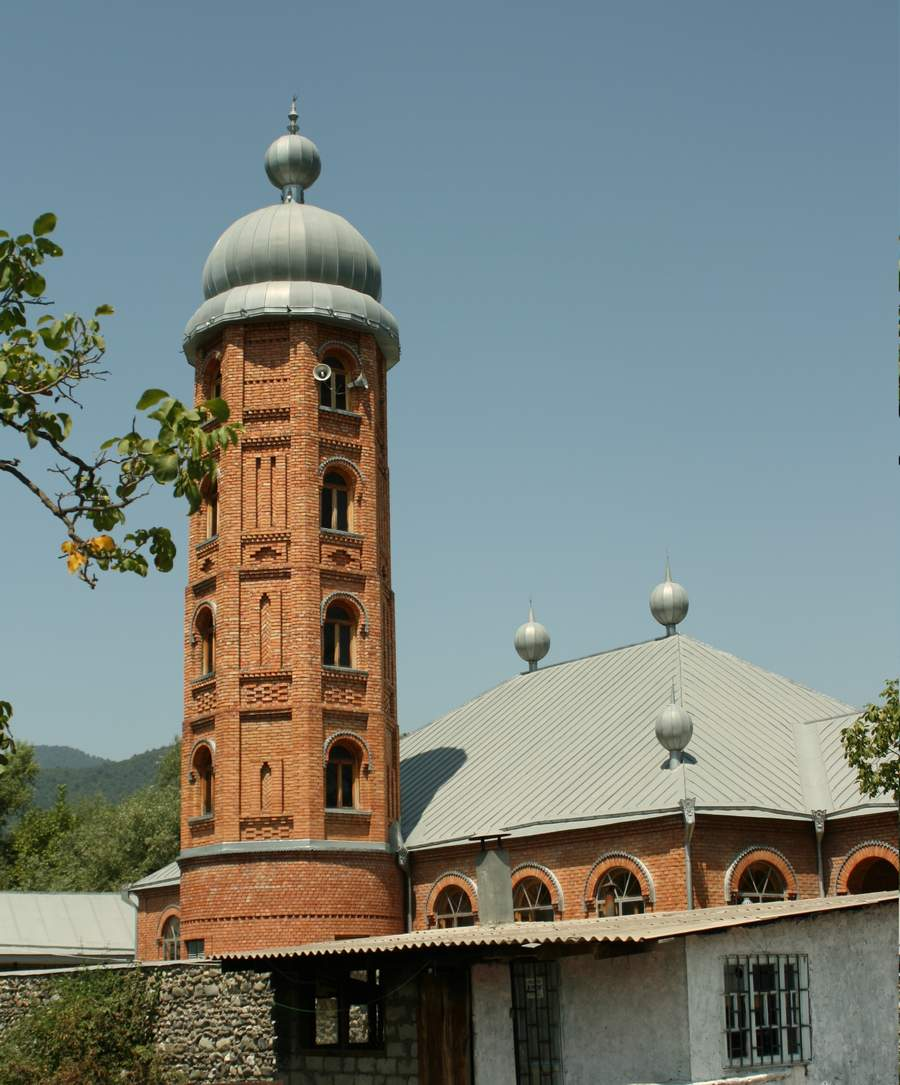
مسجد وهابي
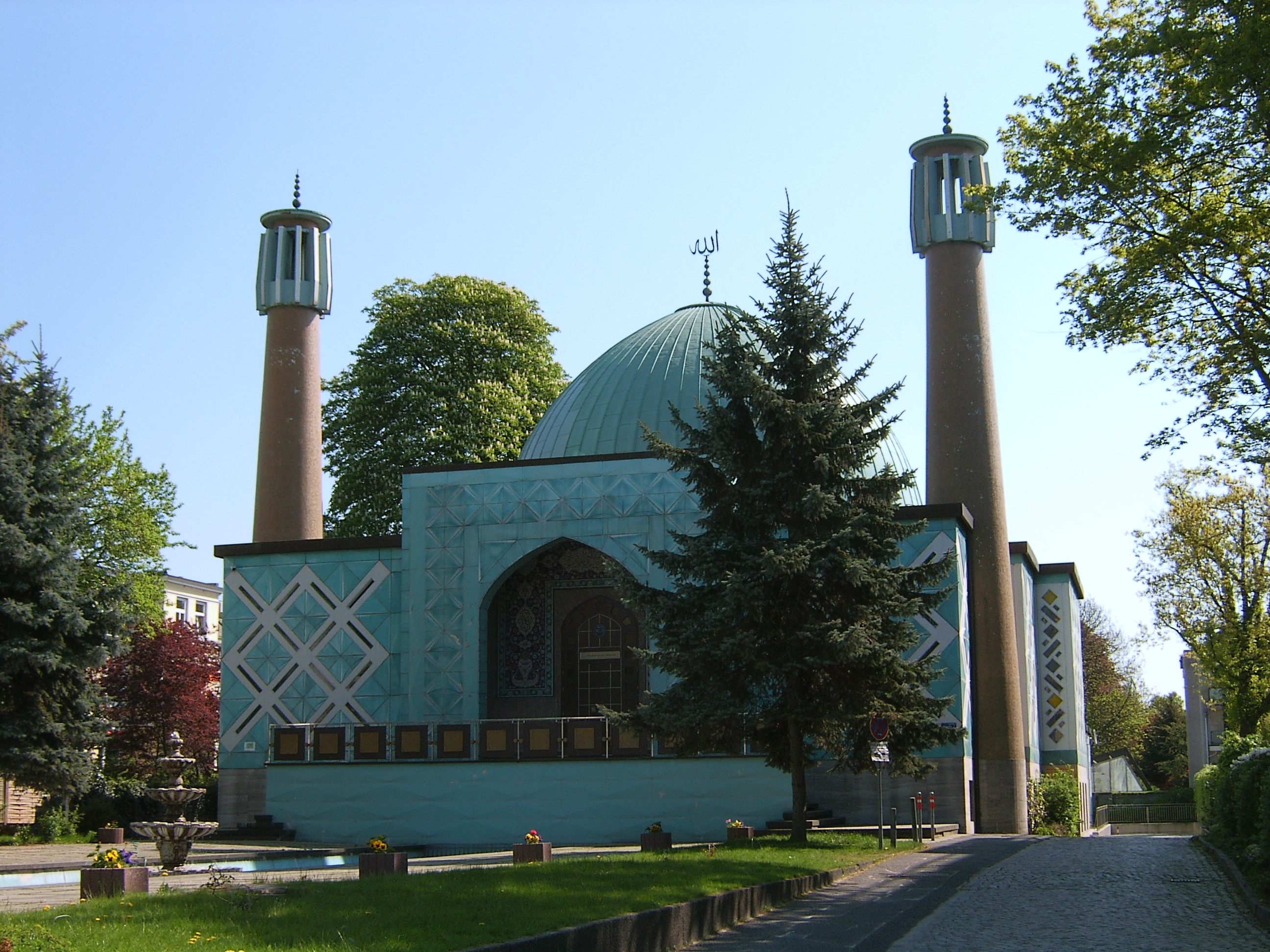
مسجد الإمام علي بهامبورغ
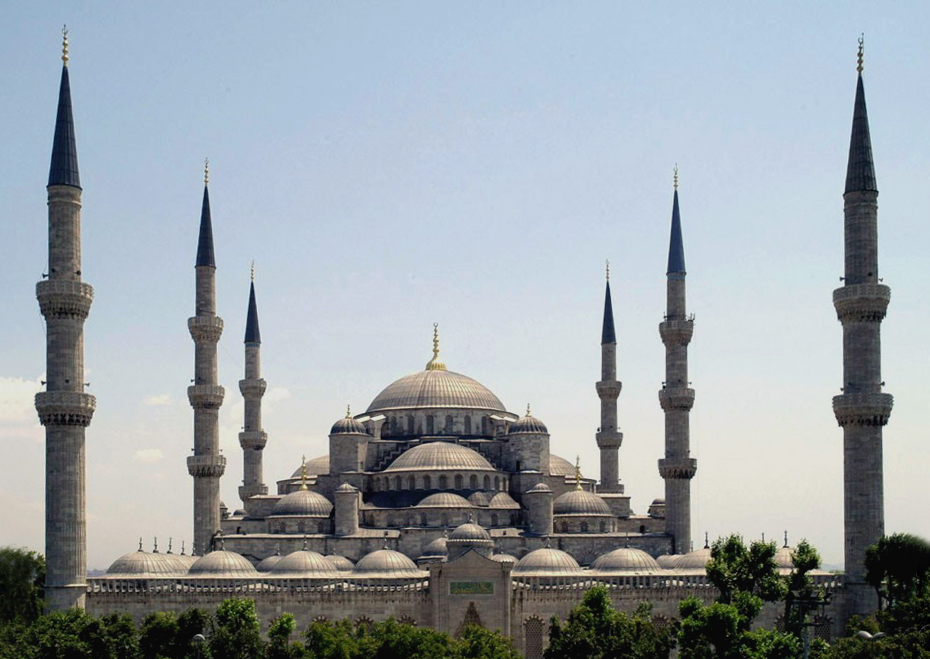
جامع السلطان أحمد اسطنبول تركيا
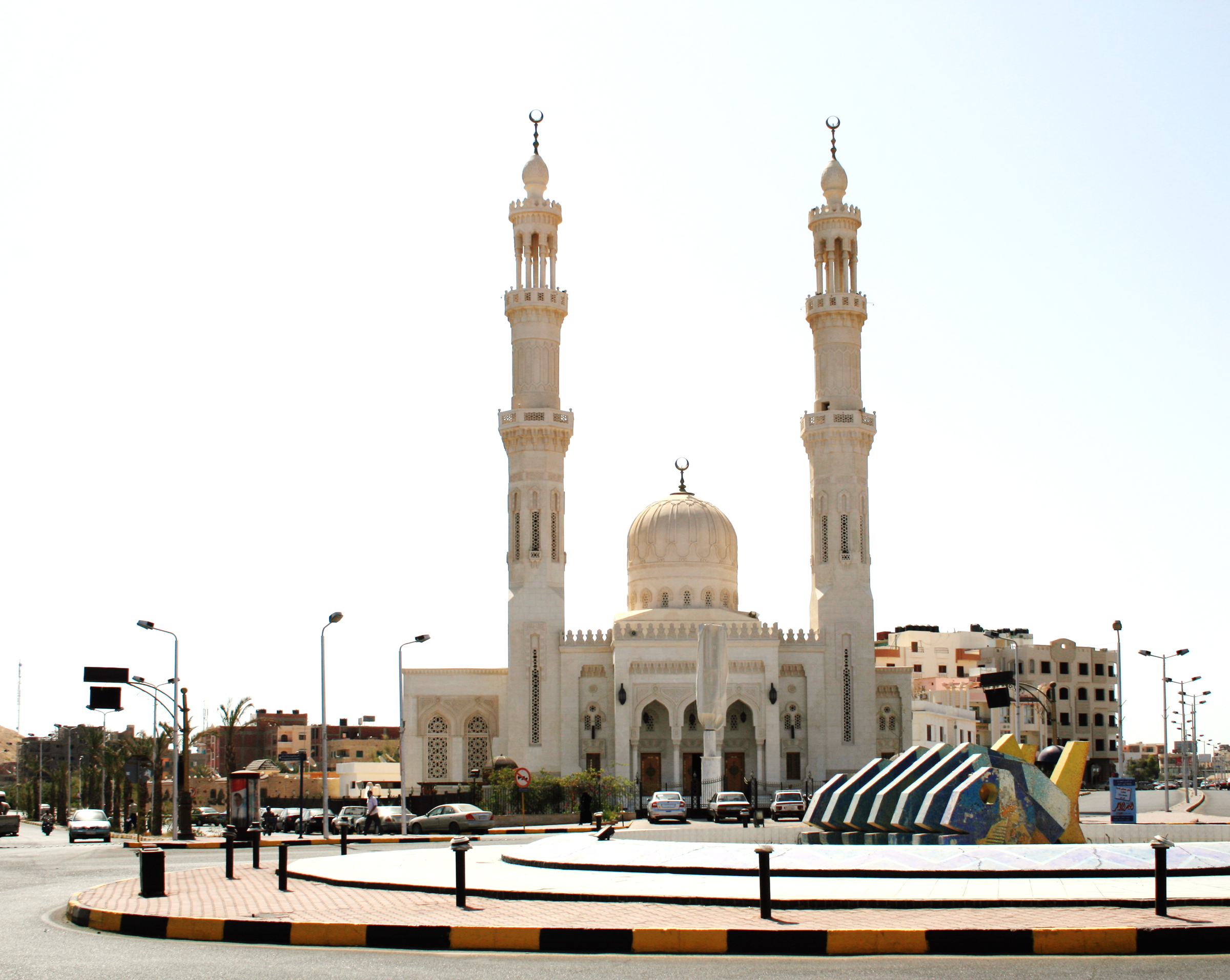
مسجد الغردقة

## وصلات خارجية
- مواقيت الصلاة في الرياض